# 濟州國際機場
濟州國際機場（：／ Jeju Gukje Gonghang */?），位於韓國濟州島濟州市，建於1968年。近年因國際旅客不斷增加，2019年接待旅客达到31,316,394人次，是韓國第二大機場，僅次於首爾的仁川機場。

## 历史
台灣與中國大陸直接通航前，濟州國際機場成為繼香港及澳門後成為台灣與中國大陸間轉運的第三勢力，通航後更轉型為旅遊、購物中心。某些航空公司（如台灣遠航）無法如願取得港澳航權，因而轉向濟州，期望利用此地與華北的地利之便，加上國際旅客較少的流量優勢發展快速轉機服務。目前實施的效果顯著，濟州更擴建了航廈以應付一天將近十班來自台灣的中轉（及部分訪韓觀光客）旅客。
2017年，因為中國反對韓國設立薩德飛彈，抵制韓國，造成訪韓的中國觀光客雪崩式的下降，飛中國大陸的航線及航空公司大量減少，目前已經減少到全盛時期的十分之一。

## 航空公司與航點

### 國內線
| 航空公司   | 目的地                                                    |
| ---------- | --------------------------------------------------------- |
| 大韓航空   | 首爾-金浦、釜山、大邱、清州、光州、麗水                   |
| 韓亞航空   | 首爾-金浦、清州、大邱、光州、麗水                         |
| 濟州航空   | 首爾-金浦、釜山、清州、大邱、光州                         |
| 真航空     | 首爾-金浦、釜山、大邱、清州、光州、群山、浦項、原州、麗水 |
| 德威航空   | 首爾-金浦、釜山、清州、大邱、光州                         |
| 易斯達航空 | 首爾-金浦、清州、群山                                     |
| 釜山航空   | 首爾-金浦、釜山                                           |
| 首爾航空   | 首爾-金浦                                                 |

### 國際線
| 航空公司     | 目的地                           |
| ------------ | -------------------------------- |
| 大韓航空     | 北京/首都、東京/成田             |
| 濟州航空     | 北京/首都、北京/大興、香港、澳門 |
| 德威航空     | 大阪-關西、臺北-桃園、高雄       |
| 真航空       | 上海-浦東、张家界                |
| 易斯達航空   | 臺北-桃園                        |
| 台灣虎航     | 臺北-桃園、高雄、台中            |
| 香港快運航空 | 香港                             |
| 中國東方航空 | 上海-浦東                        |
| 中國南方航空 | 大連、長春                       |
| 廈門航空     | 福州                             |
| 春秋航空     | 上海-浦東、杭州、天津、南京      |
| 吉祥航空     | 上海-浦東、南京、北京-大興       |
| 長龍航空     | 寧波、杭州                       |
| 首都航空     | 杭州                             |
| 西部航空     | 郑州                             |
| 江西航空     | 南昌                             |
| 奧凱航空     | 長沙                             |
| 酷航         | 新加坡                           |

## 對外交通
韓國濟州國際機場並沒有與鐵路連接，可以前往濟州市區的公共交通工具包括：巴士、急行巴士、租車或自駕遊。

## 外部連結
- 官方网站（英文）（日語）（简体中文）
- [大韩新闻 第1468号 济州国际机场竣工]. KTV 대한늬우스. YouTube. 2016-12-08 [1983-12-24]  [2021-04-19]. （原始内容存档于2021-04-20） （韩语）.